# الشريفة (الحيمة الخارجية)

تعديل مصدري - تعديل

الشريفة هي إحدى قرى عزلة السدس بمديرية الحيمة الخارجية التابعة لمحافظة صنعاء، بلغ تعداد سكانها 84 نسمة حسب تعداد اليمن لعام 2004.